# Kufra
Kufra là một thành phố của Libya. Thành phố Kufra có diện tích  km², dân số thời điểm năm 2006 là 43.504 người. Đây là thành phố lớn thứ 19 tại Libya.
Kufra (cũng đánh vần Cufra ở Ý, Koufra tiếng Pháp hoặc Khofra) là một lưu vực và nhóm ốc đảo trong Al Kufrah, Đông Nam Cyrenaica ở Libya. Kufra là địa danh lịch sử quan trọng vào cuối thế kỷ XIX, nó đã trở thành trung tâm và nơi thánh của hội Senussi. Hơn nữa, nó đóng một vai trò nhỏ trong chiến dịch sa mạc phương Tây của Chiến tranh thế giới thứ II.
Nó là ở một vị trí đặc biệt bị cô lập không chỉ bởi vì nó là ở giữa sa mạc Sahara mà còn bởi vì nó được bao bọc ba mặt bởi áp thấp - mà làm cho nó thống trị thông qua giao thông Đông-Tây qua sa mạc, từng là thuộc địa Ý, nó cũng quan trọng như là một trạm trên lưu lượng không khí Bắc-Nam Đông Phi thuộc Ý. Yếu tố này, cùng với sự thống trị của Kufra của vùng Cyrenaica đông nam của Libya, giải thích tầm quan trọng chiến lược của ốc đảo và tại sao nó là một điểm xung đột trong Thế chiến II.